# Годжес (Алабама)
Годжес (англ. Hodges) — місто (англ. town) в США, в окрузі Франклін штату Алабама. Населення — 265 осіб (2020).

## Географія
Годжес розташований за координатами 34°20′3″ пн. ш. 87°55′23″ зх. д. / 34.33417° пн. ш. 87.92306° зх. д. (34.334246, -87.923160).  За даними Бюро перепису населення США в 2010 році місто мало площу 10,73 км², з яких 10,72 км² — суходіл та 0,02 км² — водойми.

## Демографія
Згідно з переписом 2010 року, у місті мешкало 288 осіб у 115 домогосподарствах у складі 90 родин. Густота населення становила 27 осіб/км².  Було 131 помешкання (12/км²).
Расовий склад населення:
| - 98,6 % — білих - 1,4 % — корінних американців |

До двох чи більше рас належало 0,0 %. Частка іспаномовних становила 1,0 % від усіх жителів.
За віковим діапазоном населення розподілялося таким чином: 22,2 % — особи молодші 18 років, 63,2 % — особи у віці 18—64 років, 14,6 % — особи у віці 65 років та старші. Медіана віку мешканця становила 37,5 року. На 100 осіб жіночої статі у місті припадало 113,3 чоловіків;  на 100 жінок у віці від 18 років та старших — 111,3 чоловіків також старших 18 років.
Середній дохід на одне домашнє господарство  становив 42 778 доларів США (медіана — 29 583), а середній дохід на одну сім'ю — 71 839 доларів (медіана — 64 375). За межею бідності перебувало 26,9 % осіб, у тому числі 4,5 % дітей у віці до 18 років та 20,7 % осіб у віці 65 років та старших.
Цивільне працевлаштоване населення становило 129 осіб. Основні галузі зайнятості: виробництво — 30,2 %, мистецтво, розваги та відпочинок — 16,3 %, будівництво — 10,9 %, освіта, охорона здоров'я та соціальна допомога — 9,3 %.